# Оніпко Максим Данилович
Максим Данилович Оніпко (жовтень 1915, село Жуківка Костянтиноградського повіту Полтавської губернії, тепер у складі смт. Машівка Машівського району Полтавської області — 13 вересня 2005, місто Полтава Полтавської області) — український радянський діяч, 1-й секретар Полтавського міського комітету КПУ, голова виконавчого комітету Полтавської обласної промислової ради депутатів трудящих (1963—1964 рр.). Депутат Верховної Ради УРСР 6-го скликання.

## Життєпис
У 1934 році закінчив школу фабрично-заводського навчання при Полтавському паровозоремонтному заводі. Працював нарядчиком поїзних бригад вагонного депо станції Основа Харківської області.
У 1937—1938 роках навчався на курсах партійно-комсомольського активу політичного відділу Південної залізниці.
У 1938—1941 роках — на комсомольській роботі на залізничному транспорті.
Член ВКП(б) з 1939 року.
Під час німецько-радянської війни у 1941 році працював інструктором політичного відділу Рязано-Уральської залізниці. Потім був старшим інструктором Політичного управління Міністерства шляхів СРСР із комсомольської роботи.
У 1943 — січні 1950 року — 1-й секретар Полтавського обласного комітету ЛКСМУ.
У 1950 — 13 лютого 1959 року — заступник голови виконавчого комітету Полтавської обласної ради депутатів трудящих.
12 лютого 1959 — січень 1963 року — 1-й секретар Полтавського міського комітету КПУ.
У січні 1963 — грудні 1964 року — голова виконавчого комітету Полтавської обласної промислової ради депутатів трудящих.
14 грудня 1964 — 6 серпня 1970 року — секретар Полтавського обласного комітету КПУ. Від обов'язків секретаря обласного комітету КПУ «увільнений за станом здоров'я».
До 1988 року — директор Полтавського краєзнавчого музею.
Потім — на пенсії в місті Полтаві.

## Нагороди
- два ордени Трудового Червоного Прапора (28.10.1948, 26.02.1958)
- орден «Знак Пошани» (23.01.1948)
- медалі
- Почесна грамота Президії Верховної Ради Української РСР (15.10.1965)
- Заслужений працівник культури Української РСР (29.10.1985)